# 12134 Hansfriedeman
12134 Hansfriedeman è un asteroide della fascia principale. Scoperto nel 1960, presenta un'orbita caratterizzata da un semiasse maggiore pari a 3,1597550 UA e da un'eccentricità di 0,0785359, inclinata di 22,24673° rispetto all'eclittica.